# NGC 5769
NGC 5769 је елиптична галаксија у сазвежђу Волар која се налази на NGC листи објеката дубоког неба.
Деклинација објекта је + 7° 55' 57" а ректасцензија 14h 52m 41,5s. Привидна величина (магнитуда) објекта NGC 5769 износи 14,4 а фотографска магнитуда 15,4. NGC 5769 је још познат и под ознакама MCG 1-38-8, CGCG 48-47, ARAK 462, NPM1G +08.0377, PGC 53145.